# Guissona
Guissona – gmina w Hiszpanii, w prowincji Lleida, w Katalonii, o powierzchni 18,18 km². W 2011 roku gmina liczyła 6763 mieszkańców.